# بخت (مزرباط)
بخت هي بلدة في مقاطعة مزرباط في ولاية صرخنداريا في أوزبكستان.